# Маттео Левантезі
Маттео Левантезі (італ. Matteo Levantesi;нар. 18 квітня 1997— Фермо, Італія)— італійський гімнаст. Чемпіон та призер чемпіонату Європи.

### Спортивна кар'єра
В спортивну гімнастику пішов в чотирирічному віці за старшим братом Сімоном, який виступав за клуб "Нарді Ювентус".
Починав тренуватися в клубі "Нарді Ювентус в Порто-Сан-Джорджо під керівництвом Фабіо Федоцці, зараз тренується в "Віртус Паскуалетті" в Мачераті у Сергія Касперського.
З різницею в дев'ять місяців переніс двічі травму хрестоподібного суглоба одного коліна.

#### 2023
На чемпіонаті Європи в Анталії, Туреччина, здобув разом з командною першу в історії Італії перемогу в командному багатоборстві.
На чемпіонаті світу в Антверпені, Бельгія, разом з Юміном Аббадіні, Лоренцо Казалі, Маріо Маккіаті та Ніколою Бартоліні після дванадцятирічної перерви змогли здобути командну олімпійську ліцензію на Ігри в Парижі, Франція.

## Результати на турнірах
| Рік  | Змагання         | КБ | ІБ | Вільні вправи | Кінь | Кільця | Опорний стрибок | Паралельні бруси | Перекладина |
| ---- | ---------------- | -- | -- | ------------- | ---- | ------ | --------------- | ---------------- | ----------- |
| 2022 | Чемпіонат Європи | 2  |    |               |      |        |                 | 5                |             |
| 2022 | Чемпіонат світу  | 4  |    |               |      |        |                 |                  |             |
| 2023 | Чемпіонат Європи | 1  |    |               |      |        |                 |                  |             |
| 2023 | Чемпіонат світу  | 8  |    |               |      |        |                 | 7                |             |
| 2024 | Чемпіонат Європи | 3  |    |               |      |        |                 |                  |             |